# トランザクト
株式会社トランザクト（TransAct lnc.）は、クラウドFAX送受信サービスの販売・運用を手掛けるIT企業。1996年の創業以来、オープンテキスト社の日本パートナーとして、同社のFAX専用ネットワークをインフラとした独自のクラウドFAXサービス「TransFax」を提供。

## 主な事業
- クラウドFAX送信サービスの販売・運用
- クラウドFAX受信サービスの販売・運用
- ソフトウェア開発・販売
- 人材派遣

## 沿革
- 1996年8月 - 株式会社トランザクトを設立 [2]
- 1996年8月 - 国際インターネットFAX送信サービス提供開始
- 2000年4月 - 国内インターネットFAX送信サービス提供開始
- 2004年4月 - FAX送信管理ツール『FaxMaster』発売
- 2006年5月 - インターネットFAX受信サービス提供開始
- 2008年9月 - FAX送信サービスFTPインターフェース提供開始